# Jürgen Pahl
Jürgen Pahl (* 17. března 1956, Teuchern) je bývalý německý fotbalový brankář.

## Fotbalová kariéra
Začínal v bývalé NDR v týmu Chemie Halle. V německé bundeslize hrál za Eintracht Frankfurt, nastoupil ve 152 utkáních. S Eintrachtem Frankfurt vyhrál v roce 1951 DFB-Pokal. Kariéru zakončil v turecké lize v týmu Çaykur Rizespor. V  Poháru vítězů pohárů nastoupil v 5 utkáních a v Poháru UEFA nastoupil v 7 utkáních. V roce 1980 vyhrál Pohár UEFA s Eintrachtem Frankfurt. 

## Emigrace
V říjnu 1976, po mezinárodním zápase východoněmecké reprezentace do 21 let, emigroval spolu s Norbertem Nachtweihem přes Turecko do západního Německa. Po emigraci byl FIFA na rok suspendován. 

## Ligová bilance
| Ročník                                 | Zápasy | Góly | Klub                |
| -------------------------------------- | ------ | ---- | ------------------- |
| DDR-Oberliga 1974/1975                 | 9      | 0    | Chemie Halle        |
| DDR-Oberliga 1975/1976                 | 6      | 0    | Chemie Halle        |
| DDR-Oberliga 1976/1977                 | 4      | 0    | Chemie Halle        |
| Německá fotbalová Bundesliga 1978/1979 | 10     | 0    | Eintracht Frankfurt |
| Německá fotbalová Bundesliga 1979/1980 | 9      | 0    | Eintracht Frankfurt |
| Německá fotbalová Bundesliga 1980/1981 | 23     | 0    | Eintracht Frankfurt |
| Německá fotbalová Bundesliga 1981/1982 | 32     | 0    | Eintracht Frankfurt |
| Německá fotbalová Bundesliga 1982/1983 | 19     | 0    | Eintracht Frankfurt |
| Německá fotbalová Bundesliga 1983/1984 | 27     | 0    | Eintracht Frankfurt |
| Německá fotbalová Bundesliga 1984/1985 | 25     | 0    | Eintracht Frankfurt |
| Německá fotbalová Bundesliga 1985/1986 | 4      | 0    | Eintracht Frankfurt |
| Německá fotbalová Bundesliga 1986/1987 | 3      | 0    | Eintracht Frankfurt |
| 1. turecká liga 1987/1988              | 36     | 0    | Çaykur Rizespor     |
| 1. turecká liga 1988/1989              | 24     | 0    | Çaykur Rizespor     |
| CELKEM Německá fotbalová Bundesliga    | 152    | 0    |                     |
| CELKEM DDR-Oberliga                    | 19     | 0    |                     |
| CELKEM 1. turecká liga                 | 60     | 0    |                     |